# Rudolf Kranke
Rudolf Kranke (* 7. Dezember 1905 in Chemnitz; † unbekannt) war ein deutscher Schweißer und Volkskammerabgeordneter für den Freien Deutschen Gewerkschaftsbund (FDGB).

## Leben
Kranke stammte aus dem Königreich Sachsen und war der Sohn eines Arbeiters. Nach dem Besuch der Bürgerschule ging er an eine Fach- und Fortbildungsschule. Anschließend nahm Kranke 1920 eine dreijährige Lehre zum Konditor auf und war dann in diesem Beruf tätig. 1931 qualifizierte er sich zum Konditormeister. 1937 wechselte er den Beruf und ließ sich zum Schweißer ausbilden. 1950 legte er die Lehrschweißerprüfung am Zentralinstitut für Schweißtechnik in Halle (Saale) ab und war anschließend als Schweißmeister im VEB Sachsenring Fahrzeug- und Motorenwerk Zwickau tätig, in dem der Trabant hergestellt wurde. Er wohnte in Wilkau-Haßlau.

## Politik
Am 20. Juni 1937 beantragte Kranke die Aufnahme in die NSDAP und wurde rückwirkend zum 1. Mai desselben Jahres aufgenommen (Mitgliedsnummer 4.331.036). Kranke trat 1950 in den FDGB ein und wurde 1953 in die BGL aufgenommen. In der Wahlperiode von 1963 bis 1967 war er Mitglied der FDGB-Fraktion in der Volkskammer der DDR.

## Auszeichnungen
- Held der Arbeit
- zweifacher Aktivist
- Bestarbeiter